# Villagatón
Villagatón és un municipi de la província de Lleó a la comunitat autònoma de Castella i Lleó. Forma part de la comarca de Tierra de Astorga. Inclou els nuclis de Los Barrios de Nistoso, Brañuelas, Corús, Culebros, Manzanal del Puerto, Montealegre, Nistoso, Requejo, La Silva, Tabladas, Ucedo, Valbuena de la Encomienda, Villagatón i Villar.

## Demografia
| 1991  |  | 1996 |  | 2001 |  | 2004 |  | 2007 |
| ----- |  | ---- |  | ---- |  | ---- |  | ---- |
| 1.057 |  | 912  |  | 777  |  | 734  |  | 672  |